# Unione Sportiva Pergocrema 1993-1994
Questa pagina raccoglie le informazioni riguardanti l'Unione Sportiva Pergocrema nelle competizioni ufficiali della stagione 1993-1994.

## Rosa
| N. |                   | Ruolo | Calciatore        |
| -- | ----------------- | ----- | ----------------- |
|    | Italia (bandiera) | A     | Gaetano Abbatista |
|    | Italia (bandiera) | C     | Cristian Basile   |
|    | Italia (bandiera) |       | Buizza            |
|    | Italia (bandiera) | P     | Massimo Burgazzi  |
|    | Italia (bandiera) | D     | Roberto Cinicola  |
|    | Italia (bandiera) | C     | Gianluca Coti     |
|    | Italia (bandiera) | C     | Roberto Crotti    |
|    | Italia (bandiera) |       | Dagani            |
|    | Italia (bandiera) | D     | Angelo Donetti    |
|    | Italia (bandiera) |       | Fabro             |
|    | Italia (bandiera) | C     | Roberto Garbelli  |
|    | Italia (bandiera) | C     | Giorgio Guerini   |
|    | Italia (bandiera) |       | Maiocchi          |
|    | Italia (bandiera) | D     | Carmelo Malgeri   |

| N. |                   | Ruolo | Calciatore       |
| -- | ----------------- | ----- | ---------------- |
|    | Italia (bandiera) | D     | Marco Morotti    |
|    | Italia (bandiera) | C     | Federico Paini   |
|    | Italia (bandiera) | C     | Alessio Pala     |
|    | Italia (bandiera) | A     | Rocco Parente    |
|    | Italia (bandiera) | A     | Rubens Pasino    |
|    | Italia (bandiera) |       | Pepe             |
|    | Italia (bandiera) | D     | Giorgio Piantoni |
|    | Italia (bandiera) | D     | Claudio Pozzi    |
|    | Italia (bandiera) | A     | Massimo Sala     |
|    | Italia (bandiera) | D     | Luca Ungari      |
|    | Italia (bandiera) | C     | Giuseppe Vaccari |
|    | Italia (bandiera) | C     | Aronne Verdelli  |
|    | Italia (bandiera) | D     | Stefano Vernali  |

## Risultati

### Campionato

#### Girone di andata
| 12 settembre 1993 1ª giornata | Novara | 2 – 0 | Pergocrema |  |

| 19 settembre 1993 2ª giornata | Pergocrema | 3 – 1 | Legnano |  |

| 26 settembre 1993 3ª giornata | Olbia | 3 – 0 | Pergocrema |  |

| 3 ottobre 1993 4ª giornata | Pergocrema | 2 – 1 | Vogherese |  |

| 10 ottobre 1993 5ª giornata | Pergocrema | 2 – 0 | Giorgione |  |

| 17 ottobre 1993 6ª giornata | Trento | 2 – 2 | Pergocrema |  |

| 24 ottobre 1993 7ª giornata | Pergocrema | 1 – 2 | Ospitaletto |  |

| 7 novembre 1993 8ª giornata | Cittadella | 2 – 0 | Pergocrema |  |

| 14 novembre 1993 9ª giornata | Pergocrema | 0 – 1 | Lecco |  |

| 21 novembre 1993 10ª giornata | Crevalcore | 2 – 0 | Pergocrema |  |

| 28 novembre 1993 11ª giornata | Pergocrema | 1 – 1 | Tempio |  |

| 5 dicembre 1993 12ª giornata | Centese | 1 – 1 | Pergocrema |  |

| 12 dicembre 1993 13ª giornata | Pergocrema | 0 – 2 | Pavia |  |

| 19 dicembre 1993 14ª giornata | Aosta | 1 – 1 | Pergocrema |  |

| 16 gennaio 1994 15ª giornata | Pergocrema | 1 – 1 | Solbiatese |  |

| 23 gennaio 1994 16ª giornata | Lumezzane | 1 – 0 | Pergocrema |  |

| 30 gennaio 1994 17ª giornata | Pergocrema | 1 – 1 | Torres |  |

#### Girone di ritorno
| 6 febbraio 1994 18ª giornata | Pergocrema | 1 – 0 | Novara |  |

| 13 febbraio 1994 19ª giornata | Legnano | 0 – 0 | Pergocrema |  |

| 20 febbraio 1994 20ª giornata | Pergocrema | 1 – 1 | Olbia |  |

| 6 marzo 1994 21ª giornata | Vogherese | 1 – 0 | Pergocrema |  |

| 13 marzo 1994 22ª giornata | Giorgione | 3 – 1 | Pergocrema |  |

| 20 marzo 1994 23ª giornata | Pergocrema | 1 – 0 | Trento |  |

| 27 marzo 1994 24ª giornata | Ospitaletto | 4 – 4 | Pergocrema |  |

| 10 aprile 1994 25ª giornata | Pergocrema | 3 – 1 | Cittadella |  |

| 17 aprile 1994 26ª giornata | Lecco | 1 – 3 | Pergocrema |  |

| 24 aprile 1994 27ª giornata | Pergocrema | 0 – 0 | Crevalcore |  |

| 1º maggio 1994 28ª giornata | Tempio | 1 – 1 | Pergocrema |  |

| 15 maggio 1994 29ª giornata | Pergocrema | 1 – 1 | Centese |  |

| 22 maggio 1994 30ª giornata | Pavia | 0 – 1 | Pergocrema |  |

| 29 maggio 1994 31ª giornata | Pergocrema | 1 – 1 | Aosta |  |

| 5 giugno 1994 32ª giornata | Solbiatese | 3 – 0 | Pergocrema |  |

| 12 giugno 1994 33ª giornata | Pergocrema | 1 – 1 | Lumezzane |  |

| 19 giugno 1994 34ª giornata | Torres | 4 – 2 | Pergocrema |  |